# Paralephana incurvata
Paralephana incurvata là một loài bướm đêm trong họ Noctuidae.